# کهانچا
کهانچا روستایی در استان نیانزا، کنیا می‌باشد.